# Moussa Sow
Moussa Sow (* 19. leden 1986 Mantes-la-Jolie, Francie) je bývalý senegalský fotbalový útočník narozený ve Francii.

## Klubová kariéra
V sezóně 2010/11 se v dresu Lille stal nejlepším střelcem francouzské Ligue 1 s 25 brankami na kontě a výrazně se tak přičinil k zisku titulu. Předtím působil od roku 2003 nejdříve v juniorském výběru poté v A týmu Stade Rennes.

### Fenerbahçe Istanbul
Po přestupu do Fenerbahçe Istanbul 27. ledna 2012 pomohl klubu k zisku tureckého poháru (Fenerbahçe porazilo ve finále Bursaspor 4:0).
V Evropské lize 2012/2013 svými výkony přispěl k postupu do čtvrtfinále. V odvetném osmifinálovém zápase 14. března 2013 proti českému mužstvu FC Viktoria Plzeň nastoupil na hrotu útoku. Zápas skončil remízou 1:1, což tureckému klubu stačilo po výhře 1:0 z Plzně k postupu. V Evropské lize se s Fenerbahçe probojoval nakonec až do semifinále proti portugalské Benfice Lisabon. 2. května v odvetném zápase odehrál kompletní počet minut. Benfica zvítězila 3:1, smazala prohru 0:1 z prvního zápasu v Istanbulu a postoupila do finále, turecký klub byl vyřazen.
Na konci sezony 2013/14 se s Fenerbahçe radoval ze zisku ligového titulu (pro klub celkově devatenáctého).

## Reprezentační kariéra
Za reprezentaci Senegalu si odbyl debut roku 2009 v zápase proti Angole.

## Úspěchy

### Klubové
- 2011: vítěz francouzského fotbalového poháru (Lille OSC)
- 2011: mistr Ligue 1 (Lille OSC)
- 2012: vítěz tureckého poháru (Fenerbahçe Istanbul)
- 2013: vítěz tureckého poháru (Fenerbahçe Istanbul)
- 2014: mistr Süper Lig (Fenerbahçe Istanbul)

### Reprezentační
- 2005: mistr Evropy do 19 let (Francie U19)

### Individuální
- 2011: nejlepší střelec v Ligue 1 (Lille OSC)
- Tým roku Ligue 1 podle UNFP – 2010/11[4]